# شارمین میمندی‌نژاد
شارمین میمندی‌نژاد (زادهٔ ۱۰ فروردین ۱۳۴۹) فعال اجتماعی و نویسندهٔ اهل ایران است. او بنیان‌گذار جمعیت امام علی است. 

## زندگی
شارمین میمندی‌نژاد در ۱۰ فروردین ۱۳۴۹ در تهران به دنیا آمد. او فرزند نویسنده، محمدحسین میمندی‌نژاد است. او تحصیل در هنرهای نمایشی از دانشکده هنرهای زیبای دانشگاه تهران و ادبیات نمایشی برای کارشناسی ارشد را در ۱۳۷۳ به پایان رساند. میمندی‌نژاد از چیستا یثربی طلاق گرفته و با زهرا رحیمی ازدواج کرد. او یک فرزند به نام نیایش میمندی نژاد دارد.

## جوایز
- جایزه گفتگو بین مرکز تمدن‌ها در ایران در سال ۲۰۰۳
- اولین جایزه نمایشنامه نویسی در جشنواره دوسالانه درام -۲۰۰۵

## جمعیت امام علی
جمعیت امداد دانشجویی مردمی امام علی یک سازمان غیردولتی و مستقل دانشجویی و مردمی ایران بود که در سال ۱۳۷۸ شروع به کار کرد و در سال ۱۳۷۹ نخستین دفتر رسمی خود را در دانشگاه صنعتی شریف تأسیس نمود. این گروه را شارمین میمندی‌نژاد تأسیس کرد و در زمینه امور خیریه و کمک به نیازمندها و مطالبه گری حقوق ایشان فعالیت می‌کرد. از قدیمی‌ترین فعالیت‌های این گروه آیین کوچه گردان عاشق است که از سال ۱۳۷۸ تا ۱۳۹۹ برگزار شد.
این جمعیت پس از ۱۰ سال فعالیت در سال ۲۰۱۰ به عضویت شورای اقتصادی و اجتماعی سازمان ملل متحد ECOSOC درآمد. یکی از فعالیت‌های این جمعیت نجات برخی کودکان محکوم به اعدام همچون «صفر» بوده‌است.
جمعیت امام علی یک نهاد تماماً داوطلبانه بود و ده هزار عضو داوطلب در این نهاد در حال فعالیت بودند.
این جمعیت نوزده سال است که به صورت متوالی در شبهای قدر آیین کوچه گردان عاشق را در برخی استانها برگزار می‌کند که طی این آیین اعضای داوطلب مردمی به محله‌های محروم شهر خود رفته و به توزیع بسته‌های غذایی-بهداشتی می‌پرداختند.

## بازداشت
در ۲ تیر ۱۳۹۹ جمعیت امداد دانشجویی مردمی امام علی خبر داد که نیروهای امنیتی میمندی‌نژاد بنیان‌گذار سازمان را در خانه‌اش بازداشت کرده‌اند. همچنین به همراه او مرتضی کی‌منش و کتایون افرازه، مسئول رسانه‌ای و بازرس علی‌البدل جمعیت امام علی هستند.

### بیانیه
جمعیت امام علی پس از بازداشت بنیان‌گذار و دو عضو این نهاد در بیانیه ای بیان کرد که آن‌ها با شکایت قرارگاه ثارالله سپاه، و به اتهام‌های «توهین به رهبر و بنیانگذار جمهوری اسلامی» و «اقدام علیه امنیت ملی» بازداشت شده‌اند. در بیانیه این نهاد خیریه تأکید شده مشخص نیست که این افراد در کجا هستند و «عملاً هیچ‌گونه پاسخ‌گویی رسمی در این مورد صورت نگرفت». طبق اعلام این نهاد شارمین میمندی‌نژاد بنیان‌گذار جمعیت امام علی، کتایون افرازه، بازرس، و مرتضی کی‌منش، مسئول روابط عمومی آن، «به‌صورت موازی» بازداشت شده‌اند.
اتهام شارمین میمندی‌نژاد «توهین به رهبر و بنیان‌گذار جمهوری اسلامی» و اتهام کتایون افرازه و مرتضی کی‌منش «اقدام علیه امنیت ملی» بیان شده‌است. طبق گفته جمعیت امام علی نیروهای امنیتی پس از تفتیش چهار ساعته خانه میمندی‌نژاد همراه او به دفتر مؤسسه رفته‌اند و در آن جا دوربین‌ها را از کار انداخته، همه مدارک مالی و اداری، کامپیوترها و سرورها را برده‌اند. در این بیانیه اعلام شده که در زمان بازداشت مرتضی کی‌منش «نیروهای امنیتی متوسل به خشونت و ضرب و شتم شده و حکم قضائی ادعایی آن‌ها برای تفتیش خانه نیز به‌طور کامل مشاهده نشده‌است».
در این بیانیه گمانه زده شده که تنها بهانه برای ورود به خانه اعضای جمعیت و دفتر مؤسسه «جمع‌آوری اطلاعات است تا بر پایه این اطلاعات احتمالی، اتهام‌های بعدی پایه‌ریزی شود». جمعیت امام علی در بیانیه خود ضمن آن‌که خواستار آزادی فوری و بدون قید و شرط اعضایش شده تأکید کرده «هیچ‌گونه پرونده‌سازی و تهمتی را قابل قبول نمی‌داند». این نهاد پیشتر نیز از تماس‌های تلفنی «تهدیدآمیز» با تعدادی از اعضای این جمعیت در جریان کمک به شهروندان از جمله در پی سیل گسترده سال ۱۳۹۸ خبر داده بود. با این وجود جمعیت امام علی اعلام کرد فعالیت‌هایش «متوقف نشده‌است».

### تلاش‌ها برای آزادی

#### نامه اهالی فرهنگ و هنر
۵۰۰ نفر از اهالی فرهنگ و هنر در نامه‌ای خواستار پایان به بازداشت شارمین میمندی‌نژاد شدند، در این نامه این افراد از بازداشت طولانی مدت میمندی‌نژاد و خسارت به خانواده‌هایی که تحت پوشش جمعیت امام علی هستند ابراز نگرانی کردند. این افراد در این نامه خواستار «اقدام فوری، عادلانه و شفاف قضایی» برای پایان بازداشت میمندی نزاد شدند. از امضا کنندگان این نامه می‌توان به اصغر فرهادی، رخشان بنی‌اعتماد، کیهان کلهر، فاطمه معتمدآریا، سهراب پورناظری، محمد رسول‌اف، جعفر پناهی، مهناز افشار، تهمینه میلانی، کامران شیردل، لیلی گلستان، بابک احمدی و بهمن فرمان‌آرا اشاره کرد.

#### بیانیه سازمان ملل
میشله باچله کمیسر عالی حقوق بشر سازمان ملل متحد در پنجشنبه ۹ مرداد در بیانیه ای با اظهار نگرانی شدید از تهدیدات جمعیت امام علی خواستار آزادی هرچه سریع تر میمندی‌نژاد شد. او در این بیانه اعلام کرد که به نظر می‌رسد هدف از فشارها به این جمعیت، تلاش برای تعطیلی آن باشد. باچله گفت این سازمان اخیراً از «اغتشاشگر» نامیدن مردم آسیب دیده از فقر توسط مقامات در پی اعتراضات آبان ۱۳۹۸ ایران انتقاد کرده بود.

#### طوفان توییتری
کاربران توییتری با به راه انداختن یک طوفان توییتری در شامگاه پنجشنبه ۲۷ شهریور با هشتگ «صدای شارمین باشیم» خواستار آزادی شارمین میمندی‌نژاد شدند.

### آزادی
شارمین میمندی‌نژاد پس از ۱۲۹ روز بازداشت در عصر سه شنبه ۶ آبان ۱۳۹۹ با قید وثیقه ۲ میلیارد تومانی آزاد شد.

## خروج از ایران
شارمین میمندی‌نژاد مدتی پس از آزادی از ایران خارج شد و به نیویورک مهاجرت کرد.

## آثار
| سال  | کتاب                           | انتشارات            | توضیحات          |
| ---- | ------------------------------ | ------------------- | ---------------- |
| ۱۳۷۸ | مهر گیاه                       | جهاد دانشگاهی تهران | نمایشنامه        |
| ۱۳۷۹ | همه فرزندان خورشید             | انتشارات نامیرا     | نمایشنامه        |
| ۱۳۸۰ | منتخب آثار نمایشی              | انتشارات نیستان     | مجموعه نمایشنامه |
| ۱۳۸۳ | وقتی علاءالدین چراغ جادو نداشت | انتشارات نامیرا     | نمایشنامه        |
| ۱۳۸۴ | راز حرم سلطان                  | انتشارات نامیرا     | نمایشنامه        |
|      | درج مشکین                      |                     | نمایشنامه        |